# Hugo Visscher
Hugo Visscher (Zwolle 12 oktober 1864 - Alkmaar 17 mei 1947), was een Nederlands theoloog, Nederlands-hervormd predikant en politicus.

## Biografie

### Achtergrond en opleiding
Hugo Visscher werd op 12 oktober 1864 in Zwolle geboren als zoon van Derk Jan Visscher, timmerman, later koopman in aardappelen en Antonia Bolmeijer. Hij was afkomstig uit een vrijzinnig-protestants milieu. Werkte na zijn lagereschooltijd aanvankelijk in een smederij en constructiewerkplaats van de Nederlandse Spoorwegen. Door toedoen van een predikant, die hem privélessen gaf, kon hij zich inschrijven aan het gymnasium van zijn geboorteplaats (1881-1886). Na de voltooiing van zijn middelbare opleiding studeerde hij theologie aan de faculteit der Godgeleerdheid aan de Rijksuniversiteit Leiden (14 oktober 1886 - 5 oktober 1894). Mede onder invloed van de hoogleraar Kerkgeschiedenis, prof. dr. Johannes Gerardus Rijk Acquoy (1829-1896), ging hij over tot het Orthodox-gereformeerd Calvinisme. Hij deed reeds in 1890 proponentsexamen en hij werd in 1891 als predikant bevestigd van de Hervormde Gemeente van Sintjohannesga (Friesland). Op 5 oktober 1894 promoveerde hij cum laude (promotor: prof. J.G.R. Acquoy) op de dissertatie Guilielmus Amesius. Zijn leven en werken.

### Loopbaan
Hugo Visscher was na zijn studie achtereenvolgens predikant te Zegveld (1894-1896), Delft (1896-1901) en Ouderkerk aan den IJssel (1901-1903). Zijn predikantschap in Delft ging gepaard met conflicten met minder rechtzinnige collega's. In 1896 richtte hij samen met zijn oud-studiegenoot J.D. de Lind van Wijngaarden het Gereformeerd Weekblad op. Dit blad vertolkte het rechtzinnige gedachtegoed van Visscher en de zijnen. In 1903 was hij betrokken bij de oprichting van de Gereformeerde Zendingsbond. In 1903 werd Visscher hoogleraar godsdienstgeschiedenis, ethiek en godsdienstwijsbegeerte aan de Universiteit van Utrecht hetgeen hij tot zijn emeritaat op 16 oktober 1931 bleef. Zijn benoeming tot hoogleraar wekte nogal wat verbazing omdat Visscher tot dan toe nooit een leeropdracht had overwogen. Waarschijnlijk heeft hij zijn benoeming te danken aan de toenmalige minister van Binnenlandse Zaken, dr. Abraham Kuyper, die graag een rechtzinnig hoogleraar aan de Universiteit van Utrecht zag.
Tijdens Visschers hoogleraarschap verschenen tal van beschouwingen, brochures, alsmede een godsdiensthistorisch werk - Religie en gemeenschap bij de natuurvolken I in 1907 (vertaald in het Duits in 1911; deel twee verscheen uitsluitend in het Duits).
Hugo Visscher was in 1906 mede-oprichter van de Gereformeerde Bond binnen de Nederlandse Hervormde Kerk en gold tot zijn dood in 1947 als een van haar voormannen. De Gereformeerde Bond vormt thans (2010) een modaliteit binnen de Protestantse Kerk in Nederland en geldt als Bevindelijk gereformeerd. Visscher streefde naar één Calvinistische kerk, te weten de Nederlandse Hervormde Kerk, echter zonder modaliteiten en stromingen. Tot deze herstelde kerk zouden ook de afgescheiden kerken, als de Christelijk Gereformeerde Kerk en de Gereformeerde Kerken deel uitmaken.
Na Visschers emeritaat in 1931 was hij bijzonder hoogleraar Gereformeerde Godgeleerdheid (vanwege de Gereformeerde Bond) aan de Universiteit van Utrecht en de Rijksuniversiteit Leiden. Zijn relatie met de Gereformeerde Bond verslechterde echter in de jaren 30 en in 1937 zegde hij zijn lidmaatschap van de Bond op en nam hij ontslag als hoogleraar.

### Politieke loopbaan
Hugo Visscher behoorde politiek gezien tot de Anti-Revolutionaire Partij (ARP) van dr. Abraham Kuyper. Van 1905 tot 1916 maakte hij deel uit van het Centraal Comité van de ARP. Binnen de partijgelederen speelde Visscher een belangrijke rol en was een van de weinige niet-Gereformeerden die deel uitmaakte van het hoofdbestuur en de partijtop. Overigens was Visscher een kritisch lid van de ARP en had hij veel kritiek op partijgenoten, waarbij vooral oud-premier Th. Heemskerk het moest ontgelden. In 1915 was Visscher een van de vijf auteurs van de kritische brochure Leider en leiding in de Anti-Revolutionaire Partij waarin Heemskerk flink werd bekritiseerd. In 1922 werd hij in de Tweede Kamer gekozen. Als Kamerlid voerde Visscher vooral het woord over zaken als doodstraf, vaccinatiedwang, zondagsrust, godslastering en het onderwijs.
Als Kamerlid behoorde Visscher tot de rechtervleugel van de ARP en stemde niet zelden anders dan zijn fractiegenoten. Zo stemde hij in 1922 tegen de grondwetsherziening, in 1926 stemden hij en Schouten als enigen van hun fractie tegen het wetsvoorstel tot goedkeuring van het Verdrag met België en stemde hij in 1929 als enige van zijn fractie tegen het wetsvoorstel wijziging van de Ziektewet. Zijn antipapisme leidde ertoe dat hij in 1928 als enige van zijn fractie stemde tegen het voorstel om de Katholieke Handels-Hogeschool Tilburg subsidie toe te kennen. In 1925 was hij opvallend afwezig bij de stemming over het amendement tot opheffing van het gezantschap bij de Heilige Stoel in de "Nacht van Kersten" dat door de Tweede Kamer werd aangenomen en waarbij het door de AR-partijleider Hendrikus Colijn geleide kabinet (een coalitie van de ARP/CHU/RKSP) ten val kwam. Zijn afwezigheid leidde tot veel kritiek binnen de AR-fractie die gekant was tegen het amendement. Dat Visscher toch steeds op een verkiesbare plaats stond op de AR-kieslijst had dan ook vooral te maken dat Visscher zorgde voor veel stemmen onder de Hervormd-Gereformeerden die anders misschien op kandidaten van de SGP zouden stemmen.
Vanaf de jaren 30 ontstond er verwijdering tussen Visscher en de rest van de partij. Ondanks de rechtse kabinetten slaagde Colijn er volgens Visscher niet in om de gewenste reorganisatie van de Hervormde Kerk niet ter hand namen die moest leiden tot een zuivere Gereformeerde Kerk. Daar kwam bij dat Visscher vond dat Hervormd-Gereformeerden binnen de ARP werden achtergesteld. In 1934 werd een vereniging van verontruste Hervormd-Gereformeerden binnen de ARP opgericht waarbij Visscher zich aansloot. Op 23 november 1935 brak de vereniging van verontruste Hervormd-Gereformeerden binnen de ARP met de moederpartij en besloot als Christelijk Nationale Actie haar activiteiten voort te zetten als zelfstandige partij. Een van de belangrijkste doelstellingen van de CNA was de versnippering van de protestants-christelijke partijen in Nederland tegen te gaan. Visscher werd gekozen tot voorzitter van de CNA en verliet op 30 november 1935 de ARP-fractie; hij bleef lid van de Tweede Kamer als lid van de Groep Visscher. Op 31 december 1935 zegde Visscher ook zijn lidmaatschap van de Tweede Kamer op.
De doelstellingen van de CNA kwamen niet van de grond. Weliswaar vonden er gesprekken plaats tussen Visscher en ds. Gerrit Hendrik Kersten van de SGP om tot een verregaande samenwerking te komen, maar deze gesprekken liepen op niets uit vanwege theologische meningsverschillen.
Bij de Tweede Kamerverkiezingen van 1937 behaalde de CNA maar 20 486 stemmen (0,5%); onvoldoende voor een zetel in de Tweede Kamer van de Staten-Generaal.

### Pro-Duitseopvattingen
Aan het einde van de jaren 30 kwam Visschers sympathie voor nazi-Duitsland duidelijk naar voren. Visscher vatte sympathie op voor Hitler en het nationaalsocialisme, hoewel hij het antireligieuze karakter van deze ideologie verwierp. Na de Duitse inval trad hij vanwege zijn pro-Duitse sympathieën in oktober 1940 af als redacteur van het Gereformeerd Weekblad. In 1941 trad hij toe tot de Nederlandsche Kultuurraad en twee jaar later werd hij ir. A.A. Musserts officiële adviseur voor schoolzaken en eredienst. In 1943 verscheen zijn laatste werk: Ondergang van de Republiek der Vereenigde Nederlanden waarin hij aansluiting van Nederland bij Duitsland bepleitte.
Hugo Visscher werd in december 1944 in zijn woonplaats Nijmegen aangehouden en hem werd verregaande samenwerking met de bezetter ten laste gelegd. Het tribunaal van het arrondissement Arnhem ontsloeg hem in oktober 1945 van verdere rechtsvervolging, omdat hij reeds negen maanden in voorarrest had doorgebracht en vanwege zijn hoge leeftijd. Wel werd hem het passief kiesrecht ontnomen.
De laatste anderhalf jaar van zijn leven bracht Visscher door in het huis van zijn kleindochter in Alkmaar. Hugo Visscher overleed op 82-jarige leeftijd op 17 mei 1947.

## Privé
Visscher trouwde op 3 maart 1891 te Heino met Gerridina Lindeboom. Het echtpaar had een zoon en twee dochters, van wie er één jong overleed.

## Nevenfuncties
- redacteur "Gereformeerd Weekblad", van 1896 tot oktober 1940 (oprichter)
- lid hoofdbestuur Gereformeerde Bond tot verbreiding en verdediging van de Waarheid in de Nederlandse Hervormde (Gereformeerde) Kerk, van februari 1906 tot 8 januari 1909 (mede-oprichter)
- lid Schoolraad voor Scholen met den Bijbel, van 1913 tot 1917
- lid Vereniging voor Gereformeerd schoolonderwijs
- vicevoorzitter Vereniging voor Gereformeerd schoolonderwijs
- ondervoorzitter van de Nederlandsche Anthropologische Vereeniging, van 1912 tot 1937
- lid bestuur talloze charitatieve organisaties

## Werken
- Guilielmus Amesius. Zijn leven en werken (dissertatie, 1894)
- Stemmen uit de wolk der getuigen (3 delen, 1905-1907)
- Religie en gemeenschap bij natuurvolken I (1907) (in 1911 in het Duits vertaald)
- Naar eer en staat (brochure, 1916) (tegen de brochure van Anema c.s. over leiding en leider van de ARP)
- Het Paradijsprobleem (1927)
- Het Calvinisme en de tolerantie-politiek van Prins Willem van Oranje (inaugurele rede, 1933)
- Ondergang van de Republiek der Vereenigde Nederlanden (1943)